# STS-78
STS-78 — 78-й старт в рамках программы Спейс Шаттл и 20-й космический полёт Колумбии, произведен 20 июня 1996 года. В программу полёта входили эксперименты по космической биологии и медицине и по материаловедению в лабораторном модуле «Спейслэб». Астронавты провели в космосе около 17 суток и благополучно приземлились на Авиабазе Эдвардс 7 июля 1996 года.

## Экипаж
- (НАСА): Томас Хенрикс (Terence Thomas Henricks) (4)[2] — командир;
- (НАСА): Кевин Крегель (Kevin Richard Kregel) (2) — пилот;
- (НАСА): Сьюзан Хелмс (Susan Jane Helms) (3) — бортинженер;
- (НАСА): Ричард Линнехан (Richard Michael Linnehan) (1) — специалист полёта;
- (НАСА): Чарлз Брейди (Charles Eldon Brady) (1) — специалист полёта;
- (CNES): Жан-Жак Фавье (Jean-Jacques Favier) (1) — специалист по полезной нагрузке;
- (ККА): Роберт Тёрск (Robert Brent Thirsk) (1) — специалист по полезной нагрузке.